# Tristão de Mendonça Furtado
Tristão de Mendonça Furtado († 7. Januar 1642 in Albufeira) war ein portugiesischer Marineoffizier und Diplomat. In Spanien hieß er Tristan de Mendoza.

## Biographie
Der adlige Tristão de Mendonça Furtado war portugiesischer Offizier in der portugiesisch-spanischen Flotte des Fadrique de Toledo, die 1625 Bahia von den Niederländern zurückeroberte.
Mendonça Furtado nahm am Aufstand vom 1. Dezember 1640 teil, der sich gegen die spanische Herrschaft über Portugal während der Iberischen Union wendete.
Im Zuge seiner außenpolitischen Bemühungen während des folgenden Restaurationskriegs zur Wiederherstellung seiner Unabhängigkeit suchte das Königreich Portugal die Unterstützung europäischer Mächte mit Hilfe neuer diplomatischer Beziehungen. Um die bisher häufig konfliktreichen Beziehungen zu den Niederlanden, die sich gerade ebenfalls in Konflikt mit Spanien befanden (Achtzigjähriger Krieg), zu erneuern, wurde Tristão de Mendonça Furtado als Sonderbotschafter entsandt, inmitten des Niederländisch-Portugiesischen Kriegs. Er akkreditierte sich in Den Haag im Februar 1641 als erster portugiesische Vertreter bei der Republik der Vereinigten Niederlande.
Trotz seines arroganten und wenig diplomatischen Auftretens erreichte er ein zehnjähriges Friedensabkommen, das am 12. Juni 1641 unterschrieben wurde. Das Abkommen stellte sich zwar als unvorteilhaft für Portugal heraus, doch dank der finanziellen Unterstützung der portugiesisch-jüdischen Sepharden-Gemeinde in Amsterdam konnte er nun dort Waffen und Munition erstehen, die für den Krieg Portugals gegen Spanien dringend benötigt wurden.
Als Admiral der portugiesischen Marine wollte er mit einem Teil dieser Waffen danach von der Algarveküste aus zu den Azoren segeln, um das von den Spaniern besetzt gehaltene Angra do Heroismo zu befreien. Ein Unwetter erhob sich jedoch, und er ließ notgedrungen vor Albufeira ankern. Er bestand darauf, in einem Beiboot an Land gebracht zu werden und ertrank dabei.